# Intensivtransporthubschrauber

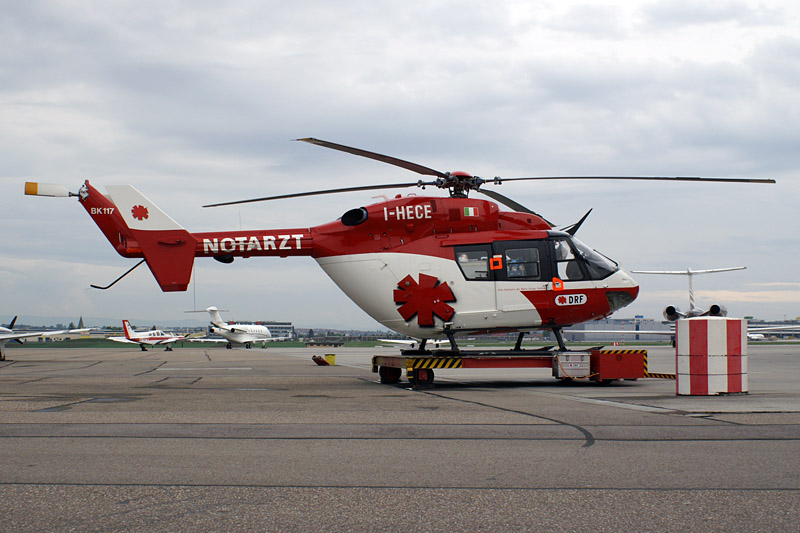
Intensivtransporthubschrauber der DRF Luftrettung

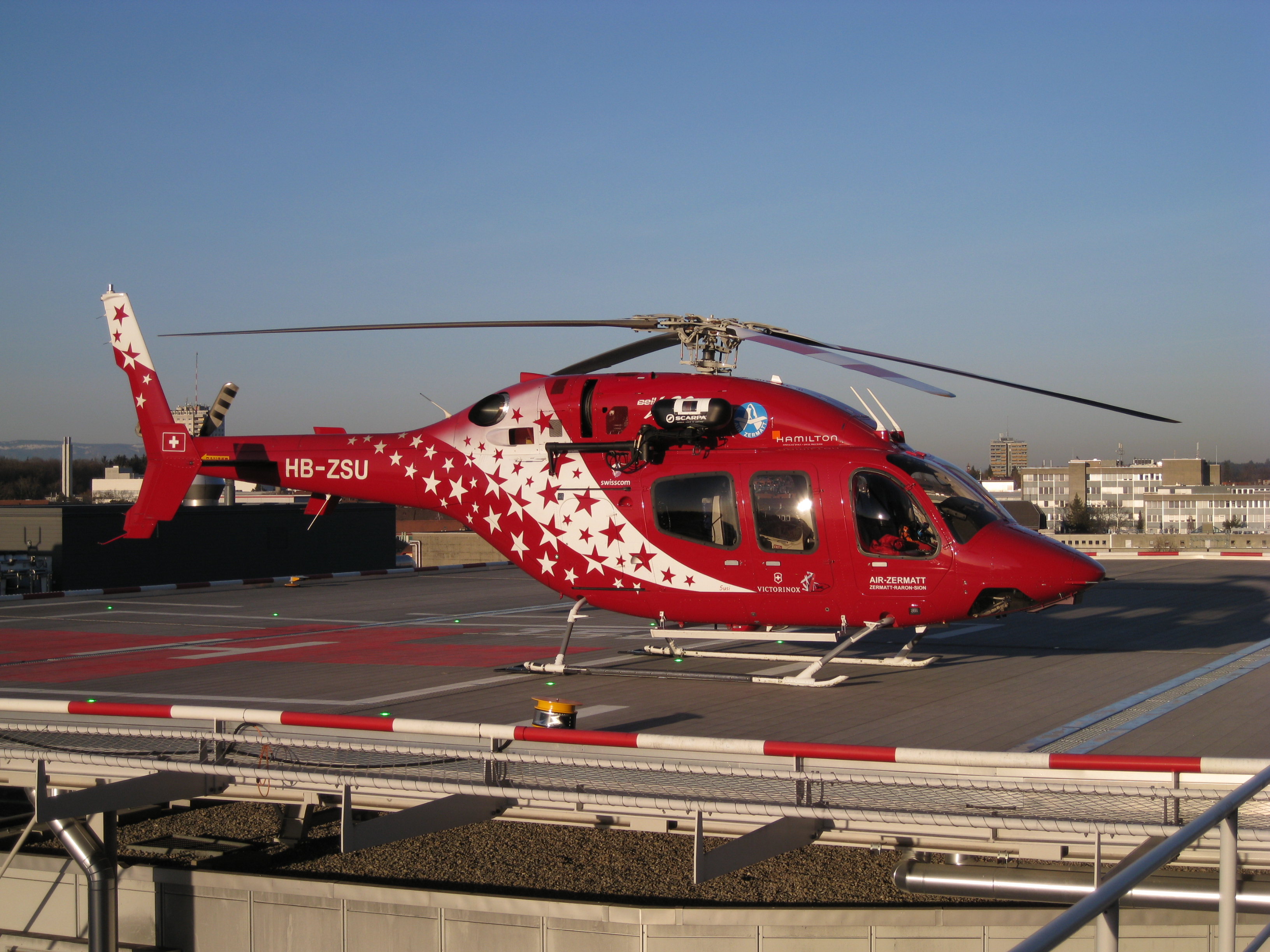
Bell 429 der Air Zermatt

Der Intensivtransporthubschrauber (ITH) ist ein als Luftrettungsmittel eingesetzter Hubschrauber, dessen Einsatzschwerpunkt in der Verlegung von Intensivpatienten auf dem Luftweg liegt. Diese Verlegungen setzen voraus, dass der Patient bereits in klinischer Obhut in einer Intensivstation ist und ein schneller Transport in ein Spezialklinikum aus medizinischer Sicht dringend erforderlich ist. Das unterscheidet ihn vom Rettungshubschrauber (RTH), der für sogenannte Primäreinsätze, also die Notfallrettung eingesetzt wird. Verlegungen nennt man daher im Rettungsdienst allgemein Sekundäreinsatz.
Patienten des Intensivtransporthubschraubers werden zwischen Intensivstationen verlegt, sie sind daher immer intensivbehandlungspflichtig. Das bodengebundene Pendant des ITH ist der Intensivtransportwagen (ITW).

## Geschichte
Der erste Intensivtransporthubschrauber in Deutschland wurde 1991 in München vom Arbeiter-Samariter-Bund (ASB) in Dienst genommen. Die Maschine wurde zunächst über eine eigene Leitstelle des ASB koordiniert, erst später begann die zentrale Koordination über eine gemeinsame Leitstelle für Intensivtransporthubschrauber.

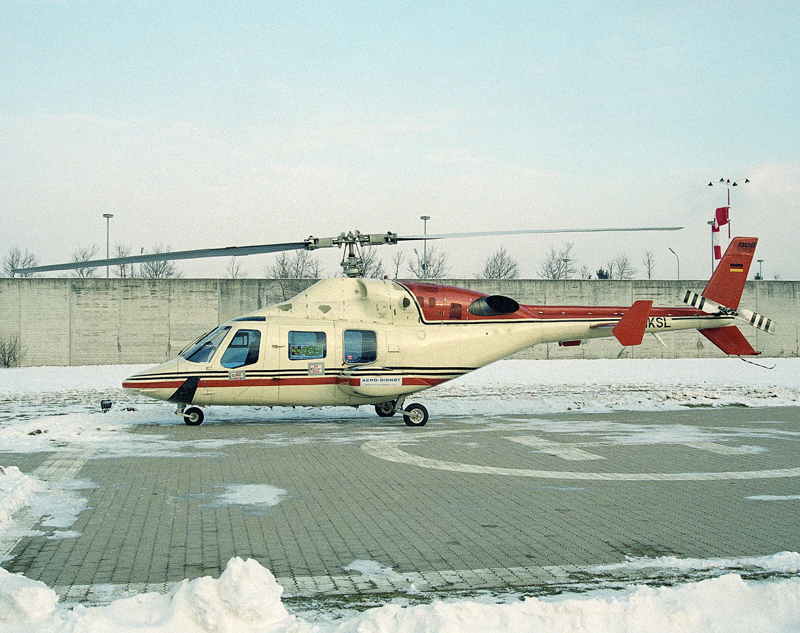
Erster ITH Bell 222 (D-HKSL), München Klinikum-Großhadern, 19. Dezember 1990, offizieller Pressetermin zur Indienststellung

Genaugenommen wurde am 20. November 1990 in München der erste dauerhaft stationierte Intensivtransporthubschrauber mit Funkrufnamen „Bayern Sama Süd“ als Pilotprojekt mit einer Bell 222 in Dienst gestellt. Die „fliegende Intensivstation“ wurde am 19. Dezember 1990 auf einer Pressekonferenz am Klinikum Großhadern offiziell als Gemeinschaftsprojekt zwischen dem Aero-Dienst Nürnberg, Arbeiter-Samariter-Bund München und dem Institut für Anästhesiologe und der Chirurgischen Klinik vom Klinikum-Großhadern der Öffentlichkeit vorgestellt.
In Österreich wurde der erste Intensivtransporthubschrauber im Juli 1999 vom ÖAMTC als Pilotprojekt in Dienst genommen, er ist seitdem als einziger ITH in Österreich im Schnitt 537 Einsätze pro Jahr geflogen.
Bevor dedizierte Intensivtransporthubschrauber zum Einsatz kamen, wurden Intensivverlegungen von Rettungshubschraubern und sogenannten „Ambulanzhubschraubern“ geflogen – genauso wie im bodengebundenen Intensivtransport entsprechende Einsätze vor der Implementierung von Intensivtransportwagen von Rettungswagen mit Arztbegleitung oder einem Notarztwagen übernommen wurden. Dabei musste man in Kauf nehmen, dass insbesondere die Beatmungsmöglichkeiten und das Raumangebot eingeschränkt waren.
Ambulanzhubschrauber mit einem Einsatzfeld, das mit dem der späteren ITH vergleichbar war, wurden bereits ab Mitte der 1980er Jahre in das Luftrettungsnetz implementiert, so etwa von der DRF Luftrettung in Hartenholm (später Christoph 52 in Itzehoe und heute Christoph Europa 5 in Niebüll). Diese Hubschrauber waren oftmals lange Jahre nicht Teil der öffentlich-rechtlichen Luftrettung. Auch heute noch sind einzelne Standorte in dieser Beziehung strittig: ITH in Harste (nicht mehr existent), ITH in Dortmund, ITH in Rostock, ITH in Bielefeld (nicht mehr existent).

## Vorteil der Spezialisierung
Weil neben Rettungshubschraubern auch Intensivtransporthubschrauber zur Verfügung stehen, können die häufig sehr langwierigen und zeitaufwändigen Intensivverlegungen problemloser durchgeführt werden: Der Rettungshubschrauber, der für Primäreinsätze, also für die Notfallrettung benötigt wird, wird durch solche Verlegungen nicht blockiert.
Zudem werden einige der intensivmedizinischen Geräte, über die ein Intensivtransporthubschrauber verfügt, im normalen Rettungsdienst kaum gebraucht. Auf allen Rettungshubschraubern diese Geräte vorzuhalten würde eine enorme Kostenbelastung bedeuten.

## Hubschraubertypen

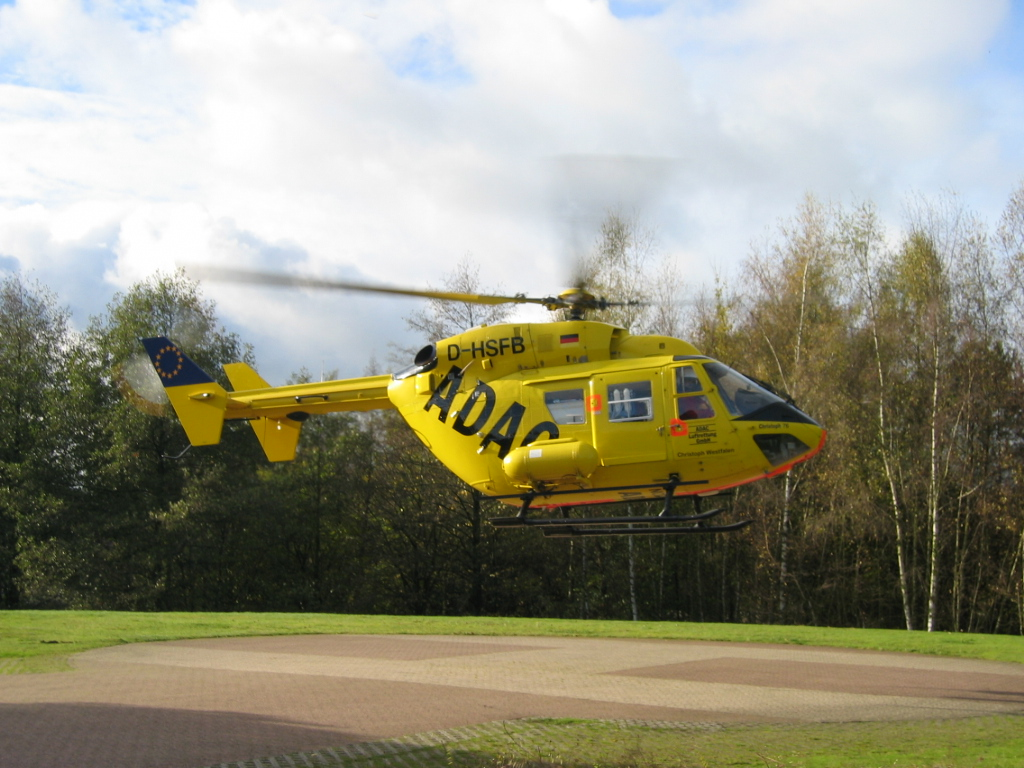
Intensivtransporthubschrauber des ADAC vom Typ MBB/Kawasaki BK 117 („Christoph Westfalen“)

Wegen der hohen Zuladung und des größeren Platzbedarfs werden für den Intensivtransporthubschrauber größere Hubschraubermodelle eingesetzt als für Rettungshubschrauber, in Deutschland z. B.: Eurocopter BK117/EC145 und Dauphin, Bell 412. Frühere Typen Bell 222, Agusta A109 und MD 902 fliegen in Deutschland nicht mehr als ITH.
Die aktuell eingesetzten Modelle verfügen über die benötigte hohe Nutzlast und Reichweite. Die DRF Luftrettung nennt z. B. für den Bell 412 eine Reichweite von 700 km bei einem maximalen Abfluggewicht von 5,4 Tonnen. Dazu können bis zu 1.250 Liter Treibstoff getankt werden.

## Ausrüstung

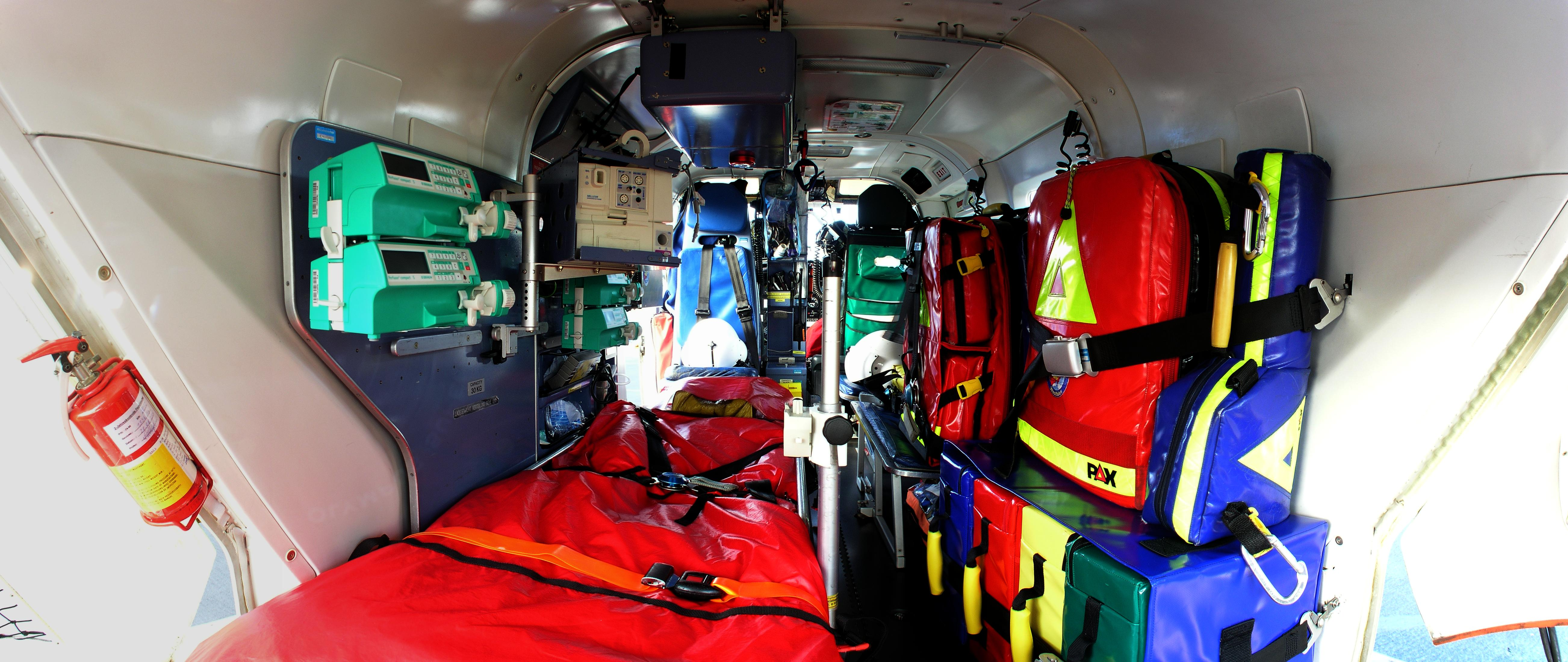
Heckansicht des ITH „Christoph Westfalen“ (frühere Bezeichnung: „Florian Unna 10/84/2“)

Die Mindestausstattung von Intensivtransporthubschraubern ist durch DIN 13230-10 geregelt. Während des Fluges stehen (fast) alle intensivmedizinischen Verfahren und Überwachungsmöglichkeiten zur Verfügung.

### Gerät zum Patiententransport
Häufig kommen auf dem Hubschrauber speziell konstruierte Tragen zum Einsatz, die zusätzliche Halterungen für den Monitor, das Beatmungsgerät und für Spritzenpumpen haben.

### Beatmungsgerät

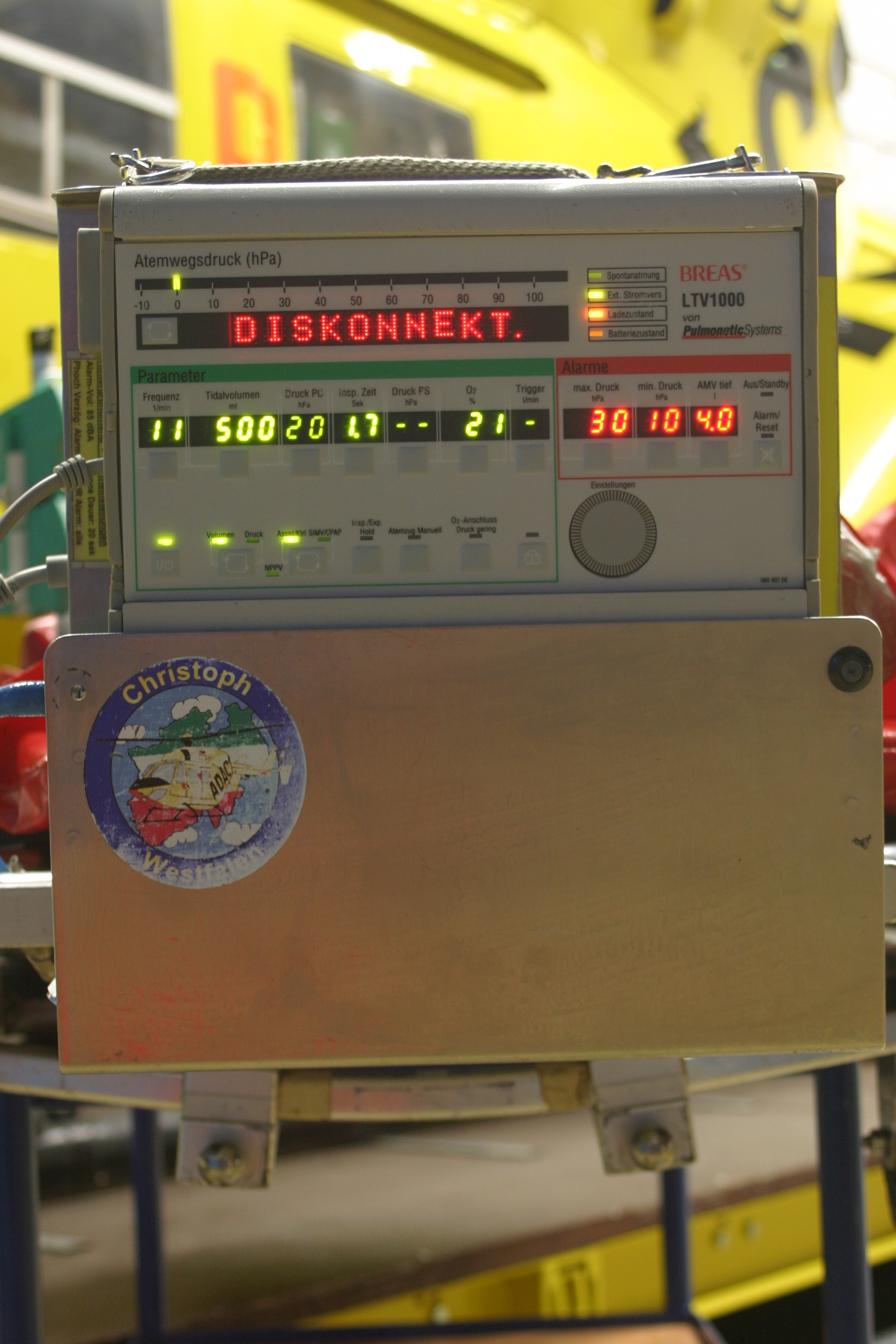
Ein Respirator für beatmungspflichtige Intensivpatienten

Verglichen mit einem Rettungshubschrauber sind vor allem die deutlich aufwändigeren Beatmungsmaschinen  zu nennen. Mit den Intensivbeatmungsgeräten lassen sich differenzierte Beatmungsmuster anwenden, die einfachere Notfallbeatmungsgeräte nicht anbieten können.
Zur Überwachung der Beatmung kann die Kapnometrie, die den exspiratorischen Kohlenstoffdioxidgehalt bestimmt, verwendet werden.
Die für die Beatmung notwendige Druckluft wird auf dem Intensivtransporthubschrauber, genauso wie auf modernen Intensivtransportwagen mit bordeigenen Verdichtern (sogenannten Air-Pumps) erzeugt und in einem Drucklufttank zwischengespeichert oder mit Druckluftflaschen mitgeführt.
Die Beatmungsgeräte können an Bord über ein 230-Volt-Netz betrieben werden, für den Einsatz außerhalb des Hubschraubers verfügen sie über einen leistungsfähigen Akku.

### Monitoring
Im Gegensatz zu den meisten Rettungshubschraubern besteht die Möglichkeit der invasiven Blutdruckmessung (IBP), bei der über eine arterielle Kanüle der Blutdruck bestimmt wird. Auch die Messung des zentralvenösen Drucks ist möglich.
Zusätzlich verfügt der Intensivtransporthubschrauber über erweiterte Monitoring-Möglichkeiten:
- Bei Bedarf können auch Intensiv-Inkubatoren für die Verlegung intensivpflichtiger Neugeborener aufgenommen werden.
- Blutzuckermesstechnik
- Spritzenpumpen für Injektionen und Infusionen
- externer Herzschrittmacher, EKG, Defibrillator
- Gerät zur Ruhigstellung von Extremitäten und (Hals-)Wirbelsäule
- diverse Medikamente unterschiedlicher Gattungen
- Gerät zur Desinfektion
- Weitere Zusatz- und Spezialausstattung.

## Einsätze

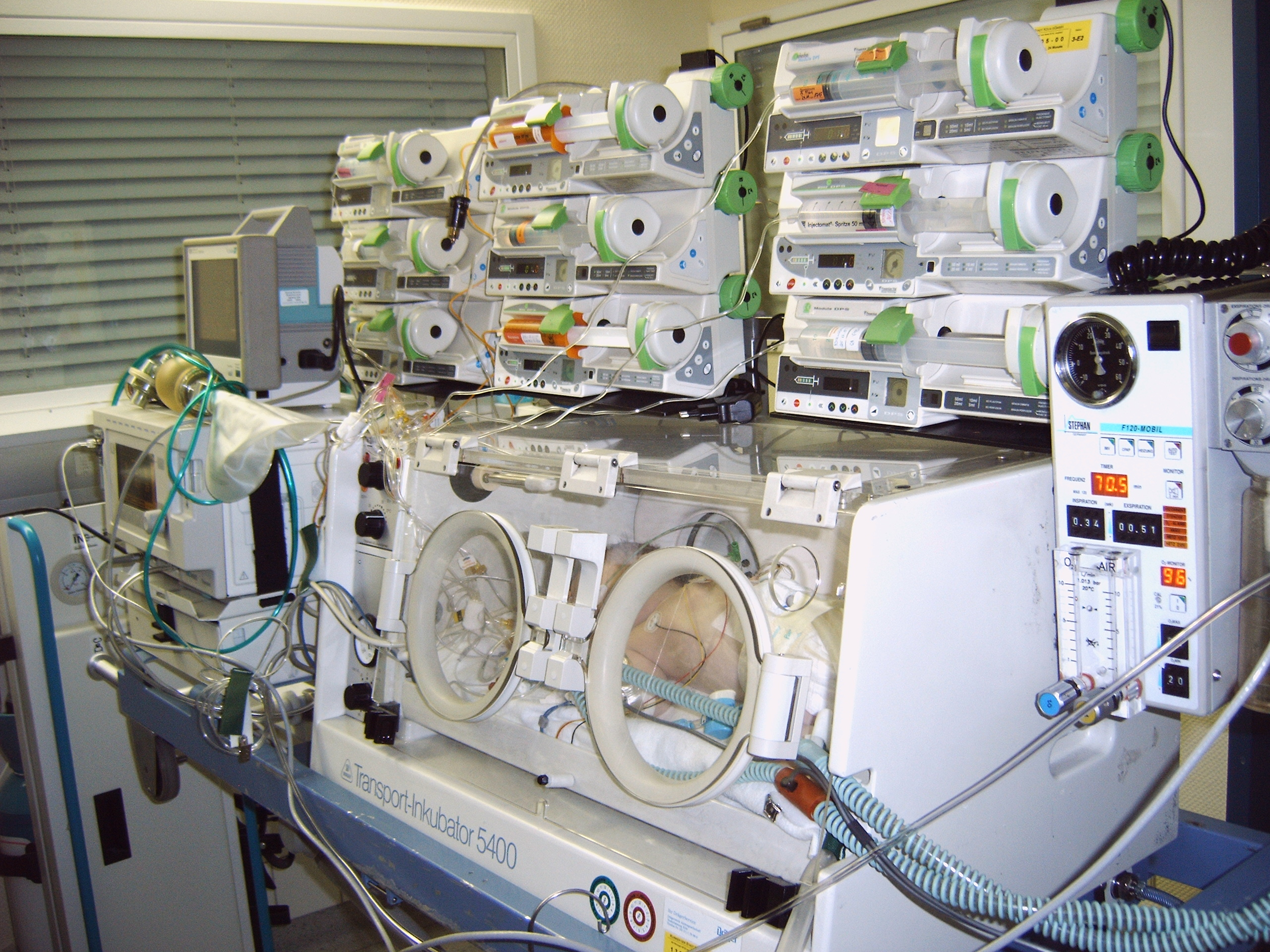
Ein Transport-Inkubator für intensivpflichtige Früh- und Neugeborene

Die Intensivtransporthubschrauber sind vor allen Dingen im Bereich von interklinischen Transporten (Polytraumapatienten, Verbrennungsopfer, Inkubatortransporte) tätig, seltener für Organtransporte oder die Verlegung von OP-Teams. Dabei werden sie häufig für die Verlegung von Krankenhäusern niedrigerer Versorgungsstufe zu Krankenhäusern höchster Versorgungsstufe verwendet und für Verlegungen von Patienten, die spezielle Behandlungsmethoden oder Geräte benötigen, die nur in wenigen Krankenhäusern zur Verfügung stehen.
Die Intensivtransporthubschrauber werden von eigenen Leitstellen koordiniert. In Bayern z. B. ist eine zentrale Leitstelle, die Koordinierungsstelle für Intensivtransporthubschrauber (KITH; der Integrierten Leitstelle München angegliedert), für ganz Bayern zuständig. Die Rettungshubschrauber werden von den jeweiligen örtlichen Rettungsleitstellen koordiniert.
Bei Bedarf kann der Intensivtransporthubschrauber auch in der Primärrettung als Rettungshubschrauber eingebunden werden. Gerade zur Nachtzeit wird auf diese Option gerne zurückgegriffen, da die Intensivtransporthubschrauber im Gegensatz zu den meisten Rettungshubschraubern auch nachts besetzt sind.

## Kosten

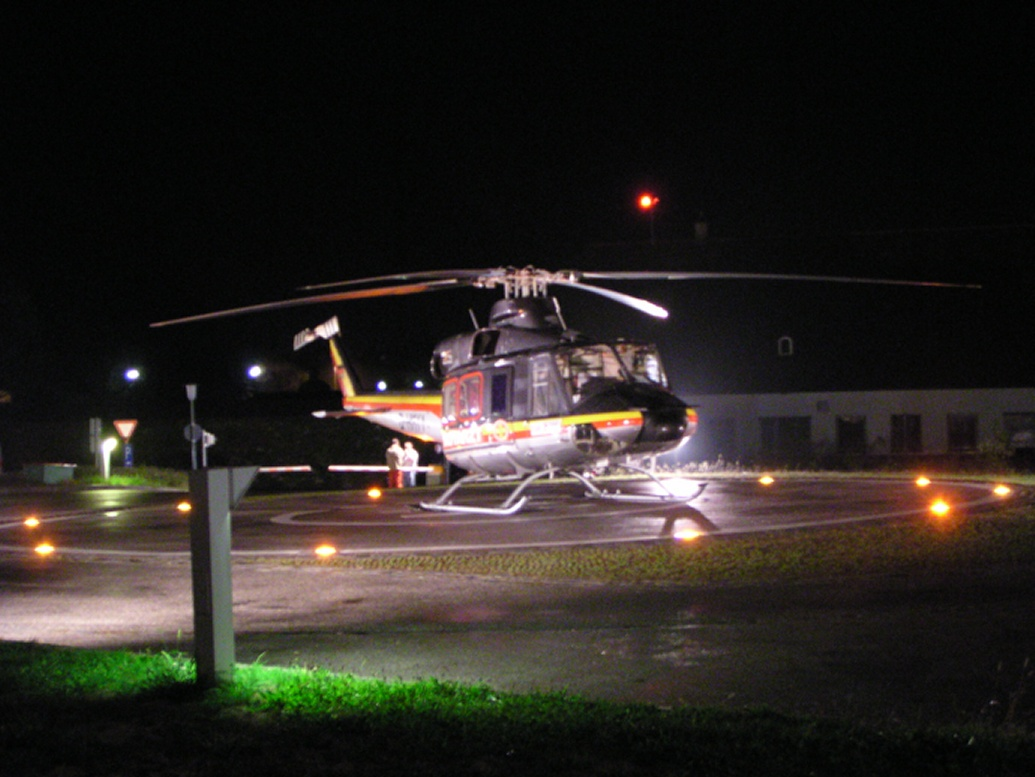
Intensivtransporthubschrauber vom Typ Bell 412

Die Kosten für den Einsatz des Intensivtransporthubschraubers werden, wie auch für den Einsatz des Rettungshubschraubers, größtenteils von den Krankenkassen übernommen (ca. 76 %). Dabei wird üblicherweise nach Flugminuten mit den Kostenträgern abgerechnet. Der Preis pro Flugminute wird dabei u. a. aus den Kosten des Vorjahres ermittelt.
Bei in der gesetzlichen Krankenversicherung Versicherten übernehmen die Krankenkassen gemäß § 60 SGB V u. a. die Kosten für eine aus zwingenden medizinischen Gründen erforderliche Verlegung. Die Höhe der Zuzahlung beträgt dabei höchstens 10 Euro (§ 61 Satz 1 SGB V). Privatversicherte erhalten eine Rechnung über den Hubschraubereinsatz, die bei der privaten Krankenversicherung (und ggf. im Rahmen der Beihilfe) zur (anteiligen) Erstattung vorgelegt werden können.
Eine BK 117, die kleinste im Intensivtransport eingesetzte Maschine, kostet in der Anschaffung etwa 3,4 Millionen Euro (2005). Hinzuzurechnen sind die Kosten für die medizinische Ausrüstung sowie die Unterhalts- und Betriebskosten.
Die Kosten für einen Einsatz des Intensivtransporthubschraubers sind höher als die für einen Rettungshubschrauber, die wiederum deutlich über denen für einen Intensivtransportwagen liegen. Daher muss der bestellende Arzt die Vor- und Nachteile aus medizinischer Sicht abwägen. Gerade bei längeren Strecken ist der Transport per Hubschrauber im Allgemeinen vorzuziehen, da er schonender für den Patienten ist.
In Niedersachsen betrugen die Zuzahlungskosten 2004/2005 im 18-monatigen Mittel pro Einsatz rund 450 Euro. Die tatsächlichen Kosten beliefen sich 2005 auf 3400–4800 Euro (inkl. aller vorgeschriebenen Wartungen, Reparaturen, Wertverlust des Hubschraubers, Instrumente etc.), wovon die Krankenkassen den größten Teil in der Abrechnung mit den Trägern der Luftrettung/Betreibern übernommen haben. Finanzielle Eigenmittel der privaten Luftrettungsorganisationen und der Träger gleichen Defizite aus.

## Besatzung
Die fliegerische Besatzung besteht aus mindestens einem Piloten, der je nach Einsatzgebiet, Hubschraubertyp oder auch Tages- beziehungsweise Nachtzeit durch einen Bordtechniker oder einen zweiten Piloten unterstützt wird. Findet der Einsatz unter Instrumentenflugbedingungen statt, z. B. nachts, ist eine Flugbesatzung, die aus zwei Piloten besteht, vorgeschrieben.
Der Patient wird betreut von einem Notarzt mit intensivmedizinischer Erfahrung und einem Notfallsanitäter mit Zusatzausbildung zum HEMS Crew Member; verbunden oftmals mit einer intensivmedizinischen Weiterbildung bzw. einer Fachkrankenpflegeausbildung im Bereich Anästhesie/Intensivmedizin.

Bei einem Transport von Früh- oder Neugeborenen wird in der Regel der Transport von einem Perinatal-Team begleitet; bestehend aus einem Neonatologen bzw. Pädiater und einem Kinderkrankenpfleger mit einer intensivmedizinischen Weiterbildung.

## Betreiber
Die Intensivtransporthubschrauber werden zum Beispiel von der DRF Luftrettung, der Johanniter-Unfall-Hilfe und der ADAC Luftrettung sowie vom Christophorus Flugrettungsverein ÖAMTC betrieben. Das nicht-ärztliche medizinische Personal wird in der Regel von Hilfsorganisationen/Feuerwehren, die Ärzte werden in der Regel von den Standortkliniken gestellt.

## Stützpunkte (Auswahl)
Deutschlandweit werden 16 Intensivtransporthubschrauber eingesetzt.
| Rufname                  | Stadt                          | Land | Betreiber                            | Internet   | Bemerkung |
| ------------------------ | ------------------------------ | ---- | ------------------------------------ | ---------- | --- |
| Air Rescue Nürburgring   | Nürburgring (offiziell Adenau) | RP   | Johanniter-Unfall-Hilfe/ Heli-Flight | Datenblatt | Offiziell Akkon Koblenz 17/89-01, im Funk als Air Rescue Nürburgring (bis 1. Mai 2016 Christoph Nürburgring) |
| (Air Rescue Pfalz a. D.) | Sembach                        | RP   | Johanniter-Unfall-Hilfe/ Heli-Flight | Datenblatt | Von 22. Oktober 2018 bis 2. September 2019 in Sembach stationiert. Diente vorrangig zum Patiententransport zwischen den Standorten des Westpfalz-Klinikums. Wurde Anfang September 2019 durch den Christoph 66 ersetzt. |
| Akkon Bochum 89-1        | Bochum                         | NW   | Johanniter-Unfall-Hilfe/ Heli-Flight | Datenblatt | Stationiert auf dem Verkehrslandeplatz Loemühle in der Gemarkung der Stadt Marl (Kreis Recklinghausen/NRW); der Intensivmediziner kommt vom Berufsgenossenschaftlichen Universitätsklinikum Bergmannsheil; ein Luftrettungszentrum ist am Bergmannsheil nicht geplant |
| Christoph Berlin         | Berlin                         | BE   | DRF Luftrettung                      | Datenblatt | call sign im Flugfunk „Christoph 82“, BOS-Rufname „Christoph Berlin“/Kennung von Florian Berlin „ITH 6106“, 24h einsatzbereit, dual-use für Primär- und Sekundäreinsätze, am Unfallkrankenhaus Berlin stationiert, Piloten und HEMS-TC der DRF, Gestellung der Notärzte durch Unfallkrankenhaus Berlin, DRK Klinikum Westend, Vivantes Klinikum im Friedrichshain sowie Vivantes Klinikum Neukölln |
| Christoph Brandenburg    | Senftenberg                    | BB   | ADAC Luftrettung                     | Datenblatt | gemeinsamer Standort mit Christoph 33, rund um die Uhr einsatzbereit |
| Christoph Dortmund       | Dortmund-Wickede               | NW   | DRF Luftrettung                      | Datenblatt | früher Florian 0-84-1 nicht öffentlich-rechtlich |
| Christoph Hansa          | Hamburg                        | HH   | ADAC Luftrettung                     | Datenblatt | 85 % Primäreinsätze, frühere ADAC-interne Abrechnungsnummer Christoph 50 |
| Christoph München        | München-Großhadern             | BY   | DRF Luftrettung                      | Datenblatt | früher ITH München, rund um die Uhr einsatzbereit. Name war ursprünglich Sama München 78-1 |
| Christoph Niedersachsen  | Hannover                       | NI   | DRF Luftrettung                      | Datenblatt | rund um die Uhr einsatzbereit; Call-sig: Christoph 86 im Flugfunk |
| Christoph Nürnberg       | Nürnberg                       | BY   | DRF Luftrettung                      | Datenblatt | gemeinsamer Standort mit Christoph 27, rund um die Uhr einsatzbereit |
| Christoph Mittelhessen   | Reichelsheim                   | HE   | Johanniter-Unfall-Hilfe/ Heli-Flight | Datenblatt | vorrangig ITH, jedoch auch Primäreinsätze; in Verbindung mit Christoph Gießen |
| Christoph Rheinland      | Köln                           | NW   | ADAC Luftrettung                     | Datenblatt | früher Christoph 75 (ADAC-interne Abrechnungsnummer). Standort ist der Flughafen Köln/Bonn |
| Christoph Rostock        | Rostock                        | MV   | Johanniter-Unfall-Hilfe/ Rotorflug   | Datenblatt | rund um die Uhr einsatzbereit |
| Christoph Sachsen-Anhalt | Halle (Saale)                  | St   | DRF Luftrettung                      | Datenblatt | rund um die Uhr einsatzbereit |
| Christoph Thüringen      | Bad Berka (bei Erfurt)         | TH   | DRF Luftrettung                      | Datenblatt | rund um die Uhr einsatzbereit |
| Christoph Weser          | Bremen                         | HB   | DRF Luftrettung                      | Datenblatt | nicht öffentlich-rechtlich, früher verschiedene BOS-Funkrufnamen |
| Christoph Westfalen      | Greven                         | NW   | ADAC Luftrettung                     | Datenblatt | rund um die Uhr einsatzbereit, ADAC-abrechnungsinterne Bezeichnung Christoph 76 |

Dual Use (Primär- und Sekundäreinsatz)
Deutschlandweit werden 12 Dual Use Hubschrauber eingesetzt
| Rufname              | Stadt                | Land | Betreiber                            | Internet                                     | Bemerkung |
| -------------------- | -------------------- | ---- | ------------------------------------ | -------------------------------------------- | --- |
| Christoph 42         | Rendsburg            | SH   | DRF Luftrettung                      | Datenblatt                                   | rund um die Uhr einsatzbereit |
| Christoph 51         | Stuttgart            | BW   | DRF Luftrettung                      | Datenblatt                                   | |
| Christoph Europa 5   | Niebüll              | SH   | DRF Luftrettung                      | Datenblatt                                   | früher Christoph 52 in Itzehoe, davor über 20 Jahre in Hartenholm und auch im Nachtflug unterwegs, fliegt auch grenzüberschreitende Einsätze nach Dänemark |
| Christoph 53         | Mannheim             | BW   | DRF Luftrettung                      | Datenblatt Internetauftritt des Christoph 53 | früher Flugwacht Mannheim 71 |
| Christoph 54         | Freiburg im Breisgau | BW   | DRF Luftrettung                      | Datenblatt                                   | früher Flugwacht Freiburg 71 |
| Christoph 62         | Bautzen              | SN   | DRF Luftrettung                      | Datenblatt Infos über Christoph 62           | rund um die Uhr einsatzbereit, mit Bergetau |
| Christoph 66         | Eßweiler             | RP   | ADAC Luftrettung                     | Datenblatt                                   | Seit 2. September 2019 in Testbetrieb, ob es dauerhaft einen Hubschrauber in der Westpfalz geben wird. Ersetzt den Air Rescue Pfalz der Johanniter-Unfall-Hilfe e. V. / Heli-Flight. Das Einsatzgebiet der Maschine umfasst Primäreinsätze, also klassische Rettungseinsätze, Stadt und Kreis Kaiserslautern sowie die Kreise Kusel und Birkenfeld und den Donnersbergkreis. Das Gebiet für Sekundäreinsätze, etwa Verlegungsflüge, erstreckt sich demnach auf Rheinland-Pfalz und das Saarland. Eingesetzt werde die Maschine von Sonnenauf- bis -untergang, technisch möglich seien auch Nachtflüge. |
| Christoph Murnau     | Murnau               | BY   | ADAC Luftrettung                     | Datenblatt                                   | frühere ADAC-interne Abrechnungsnummer Christoph 74, ITH, ca. 60 % Primäreinsätze, ausgestattet mit Winde |
| Christoph 77         | Mainz                | RP   | ADAC Luftrettung                     | Datenblatt Internetauftritt des Christoph 77 | |
| Christoph Halle      | Halle (Saale)        | ST   | DRF Luftrettung                      | Datenblatt                                   | inoffiziell Christoph 85, ZweitErsatz für Christoph Sachsen-Anhalt (nur tagsüber) |
| Christoph Gießen     | Gießen               | HE   | Johanniter-Unfall-Hilfe/ Heli-Flight | Datenblatt                                   | inoffiziell Christoph 90, bis 2006 Christoph Reichelsheim, bis 28. Februar 2014 Christoph Hessen, Einsatzbereit rund um die Uhr, vorrangig ITH, jedoch auch Primäreinsätze, in Verbindung mit Christoph Mittelhessen |
| Christoph Regensburg | Regensburg           | BY   | DRF Luftrettung                      | Datenblatt                                   | rund um die Uhr einsatzbereit |